# Gustav Alexanderson
Gustav Daniel Alexanderson, född 14 april 1901 i Motala, död 12 april 1976 i Västerleds församling, Stockholm, var en svensk målare. Han var bror till konstnärerna Carl Alexanderson och Märta Alexanderson.
Alexanderson bedrev studier vid Tekniska skolans konstindustriella avdelning i Stockholm 1920–1923. Efter studierna genomförde han en kortare studieresa till Italien 1927. 
År 1925 bildade han tillsammans med sina syskon konstnärsgruppen Fri konst under en utställning i Göteborg. Senare utökades gruppen och bytte namn till Nio Unga. Gruppen ställde ut på Liljevalchs 1926, 1929 och 1932, på Svensk-franska konstgalleriet 1932 samt på Charlottenborgsutställning 1932 innan konstgruppen upplöstes. Samma år deltog han i Oppositionsutställningen mot Riksförbundet för bildande konst. Tillsammans med sina syskon genomförde han en utställning på Konstnärshuset 1938. 
Han målade landskap och industriella motiv i olja, akvarell eller tempera. I det monumentala formatet utförde han en väggmålning i Ljusne Woxna AB:s matsalar som på en yta av 14x4,5 meter visar olika detaljrika interiörer och förfaranden från företagets verksamhet.
Gustav Alexanderson finns representerad vid Moderna Museet, Statens Museum for Kunst i Köpenhamn, Kopparbergs museum, Norrköpings konstmuseum  och Östergötlands museum.
Han signerade sina verk med Gust. Alex. Gustav Alexanderson är begravd på Södertälje kyrkogård.